# IC 340
IC 340 ist eine Balken-Spiralgalaxie vom Hubble-Typ SABcd im Sternbild Eridanus südlich des Himmelsäquators. Sie ist schätzungsweise 183 Millionen Lichtjahre von der Milchstraße entfernt und hat einen Durchmesser von etwa 80.000 Lichtjahren.
In der gleichen Himmelsregion befindet sich auch die Galaxie NGC 1421.
Die Typ-Ic-Supernova SN 2002jj wurde hier beobachtet.
Das Objekt wurde am 1. Januar 1894 vom französischen Astronomen Stéphane Javelle entdeckt.